# 大阪歴史博物館
大阪歴史博物館（おおさかれきしはくぶつかん、Osaka Museum of History）は、大阪市中央区のNHK大阪放送局に隣接して建つ大阪市立の博物館。館長は大澤研一。

## 概要
大阪城公園の南西、難波宮跡公園の北西に2001年（平成13年）、開館した。設置は大阪市教育委員会。地下1階に難波宮遺構が保存され、ガイドツアーによって見学が行われている。
当館の前身は大阪城公園内に1960年（昭和35年）に開館した大阪市立博物館（旧陸軍第四師団司令部庁舎）である。同博物館は歴史系博物館の先駆的な存在であり、史料あるいは資料を持たず“ゼロから出発”した開館以来、市民に支えられ、共に歩み続けてきた。その精神は大阪歴史博物館にも引き継がれ、館蔵資料は10万点を超えている。
大阪市立博物館には1982年（昭和57年）発足の「大阪市立博物館パルの会」という友の会組織があったが、大阪歴史博物館でもその流れを汲む「歴博友の会」が活動している。
博物館の展示構成は、常設展示と特別展示に大別される。10階から7階が常設展示（入場料：大人600円）、6階が特別展示（入場料：展覧会ごとに設定）となる。
常設展示の展示コンセプトは“都市おおさか”。観覧者はエレベータで10階まで上がると奈良時代の「難波宮」大極殿が現れ、9階には本願寺の門前町であった室町時代から豊臣秀吉による大阪城築城を経て、「天下の台所」と称された江戸時代までの大阪の町が広がり、7階には大正から昭和初期にかけての「大大阪時代」を再現している。8階には原寸大に再現した発掘現場を設けている（展示設計はトータルメディア、乃村工藝社、丹青社の3社JVで、施工はトータルメディア）。
開館以来、運営は大阪市文化財協会（現：大阪市博物館協会）に委託され、2006年（平成18年）度から2年間の予定で同協会の指定管理に移行した。同様の方法での博物館の指定管理受託は、大阪府文化財センター（旧称：大阪府埋蔵文化財センター）でも行われている。

## 館長
- 脇田修
- 栄原永遠男

## 施設
- 10F：古代フロア
- 9F：中世近世フロア
- 8F：歴史を掘るフロア
- 7F：近代現代フロア
- 4F：講堂（定員278名）、第1研修室（定員60名）、第2研修室（定員36名）、第3会議室（定員24名）
- 2F：第1会議室（定員36名）、第2会議室（定員24名）
- B1F：地下遺構

## 建築概要
- 建築名称 - 大阪歴史博物館
- 建築主 - 大阪市
- 設計者 - 日本設計、NTTファシリティーズ、シーザー・ペリ＆アソシエイツ　ジャパン
- 規模 - 地上13階、塔屋2階、地下3階
- 建物高さ - 最高部134.965m
- 敷地面積 - 12,999m2
- 建築面積 - 7,415m2
- 延床面積 - 90,026m2（大阪歴史博物館23,606m2、共用部分18,989m2、NHK占有部分47,430m2）
- 着工 - 1998年1月
- 竣工 - 2001年4月
- 所在地 - 〒540-0008 大阪府大阪市中央区大手前4-1-20・32

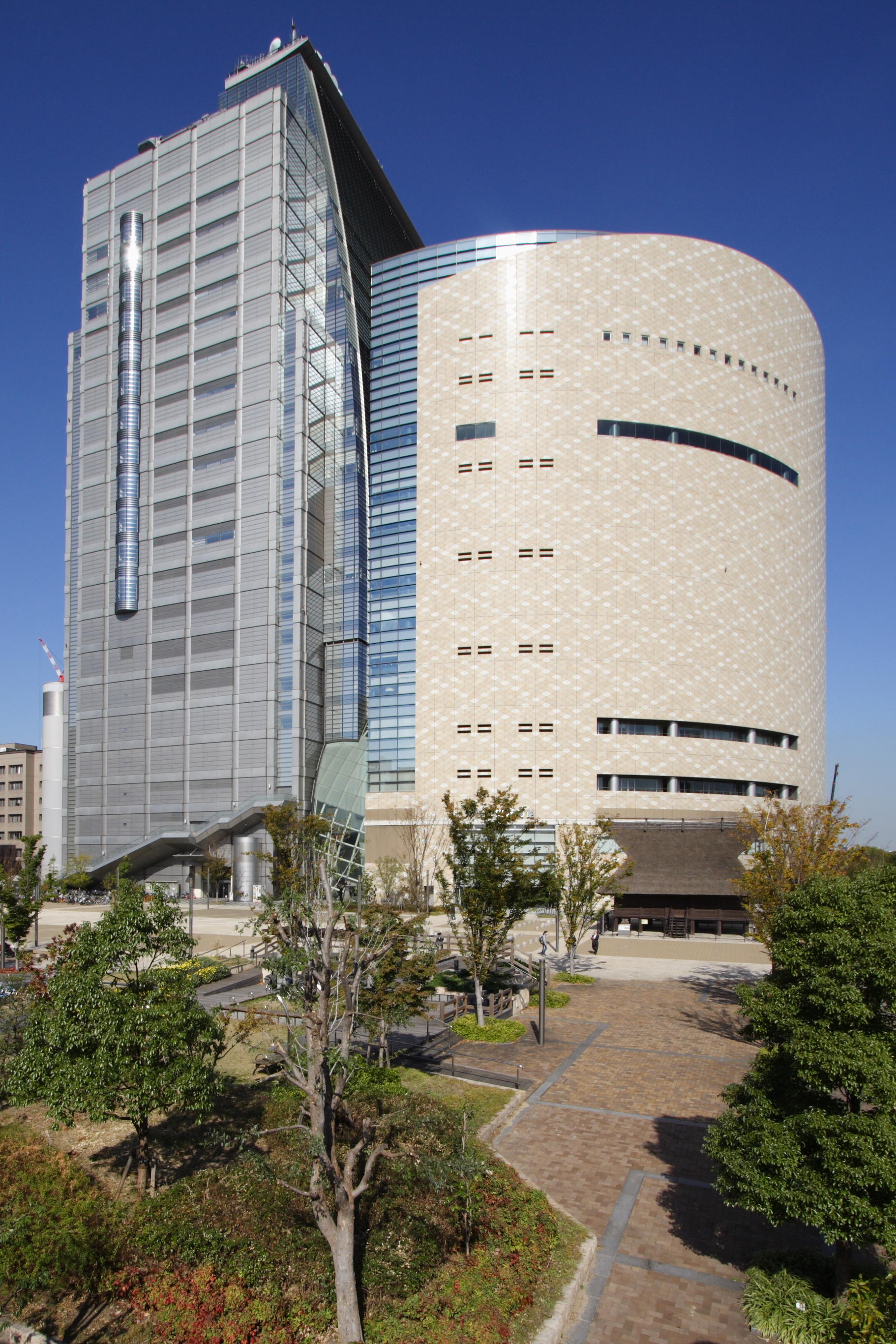
NHK大阪放送会館（左）と大阪歴史博物館全景
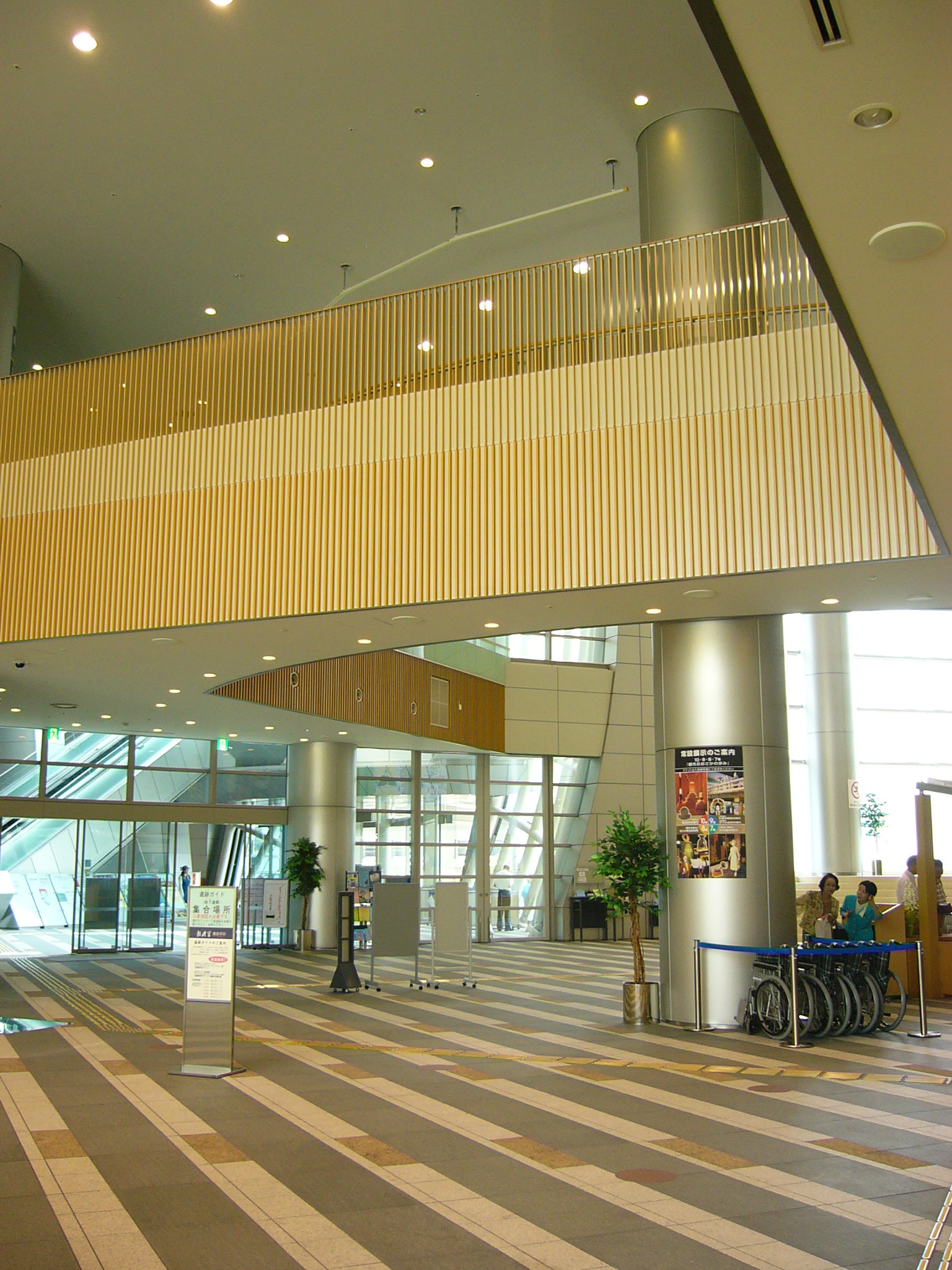
内部（エントランスロビー）

## 文化財

### 国宝
- 金銅石川年足墓誌 附:木櫃残欠（銅釘付）一括（1952年指定、個人所有、当館寄託[3]）

### 重要文化財
- 紙本金地著色関ヶ原合戦図 六曲一双
- 明王贈豊太閤冊封文（綾本）
- 紙本白描十二天図像（珍海本）6幅（羅刹天、水天、伊舎那天、梵天、地天、日天）[4]
- 蓋台付埦形土器 大阪市東住吉区瓜破町（現：平野区）出土
- 銅釧 8箇 佐賀県唐津市千々賀出土
- 大阪府長原高廻り古墳出土埴輪（日本国（文化庁）所有、大阪歴史博物館保管）

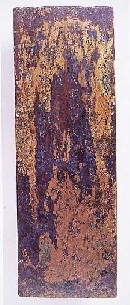
石川年足墓誌（国宝）
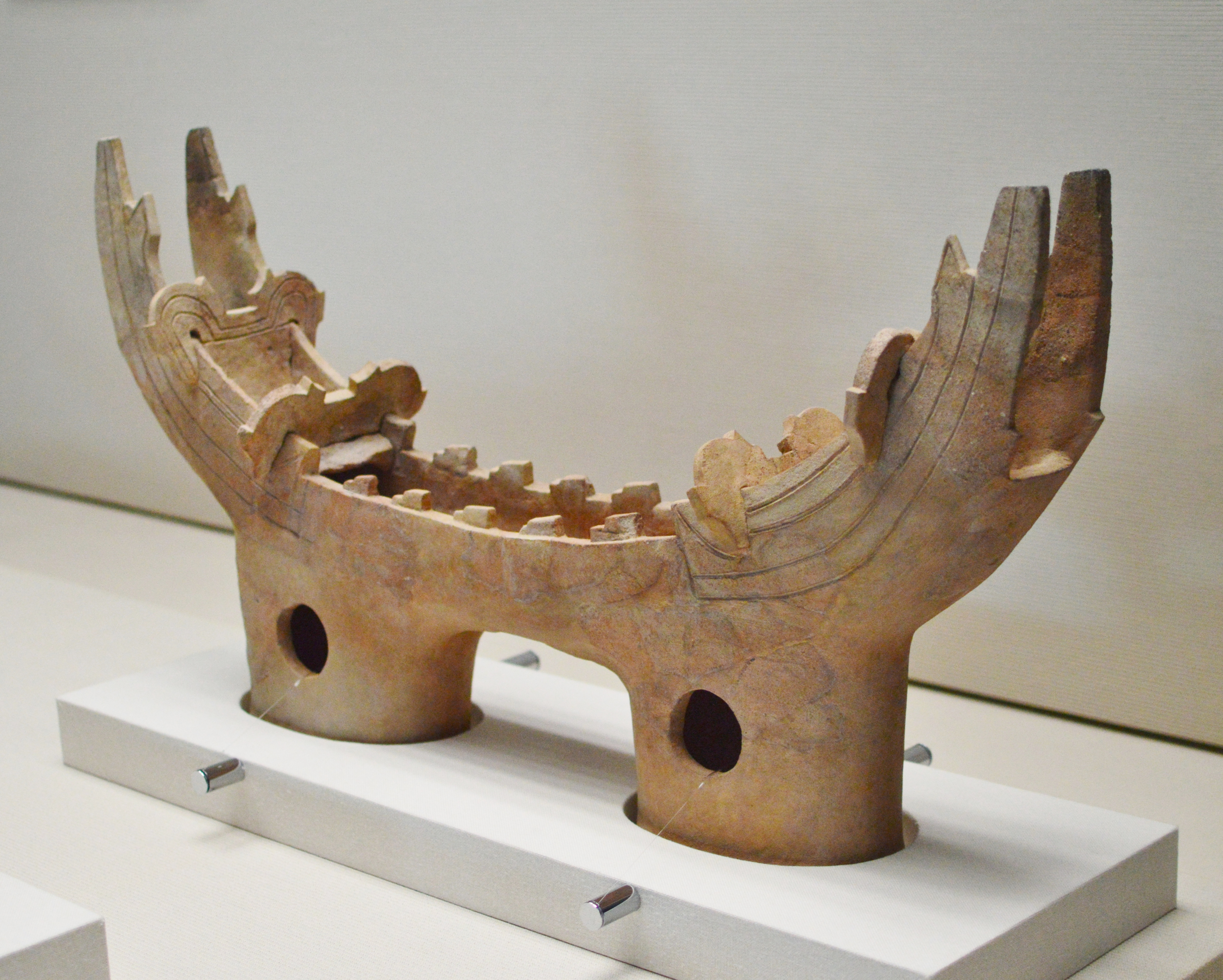
長原高廻り1号墳出土 船形埴輪（重要文化財）
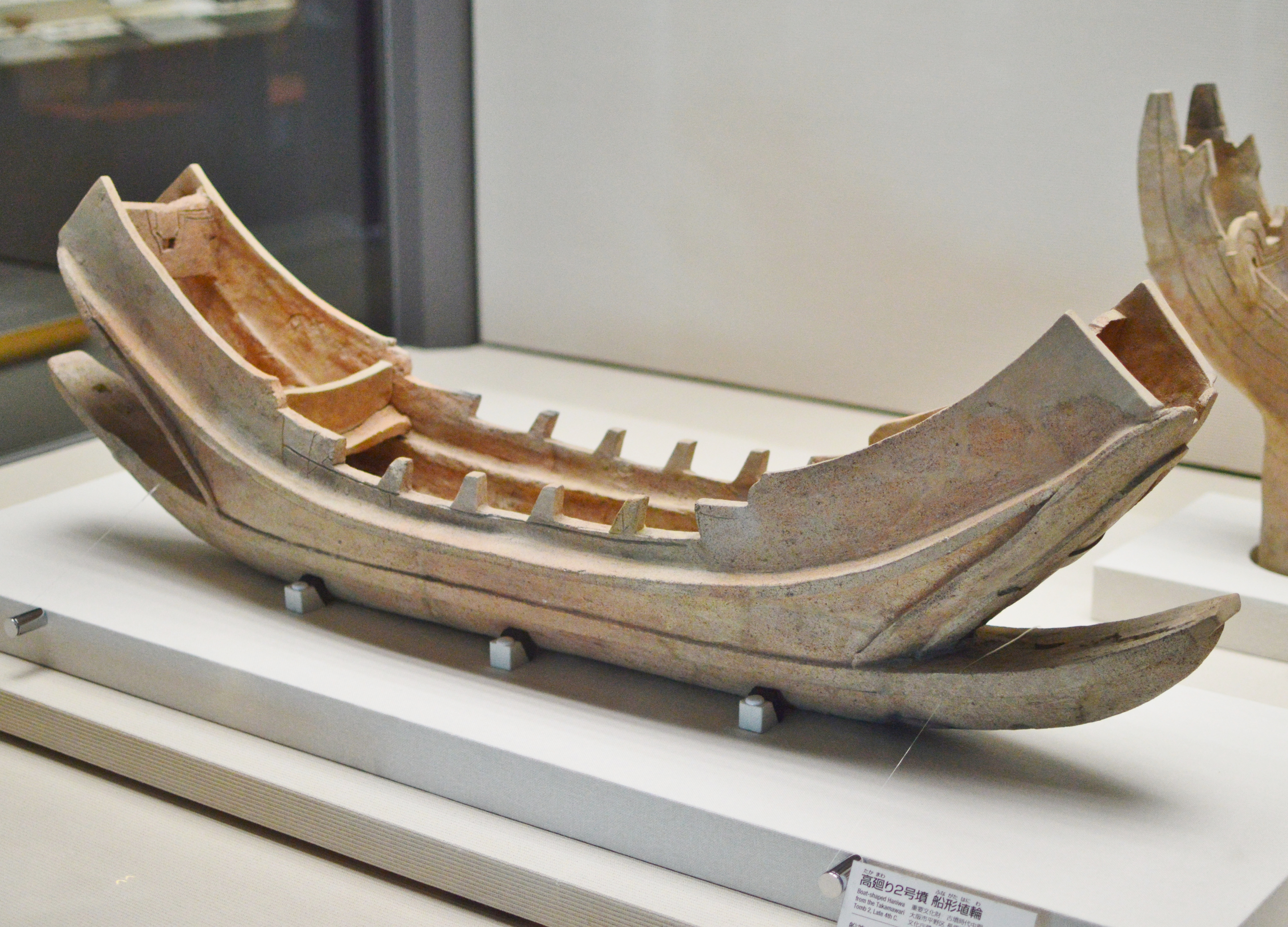
長原高廻り2号墳出土 船形埴輪（重要文化財）
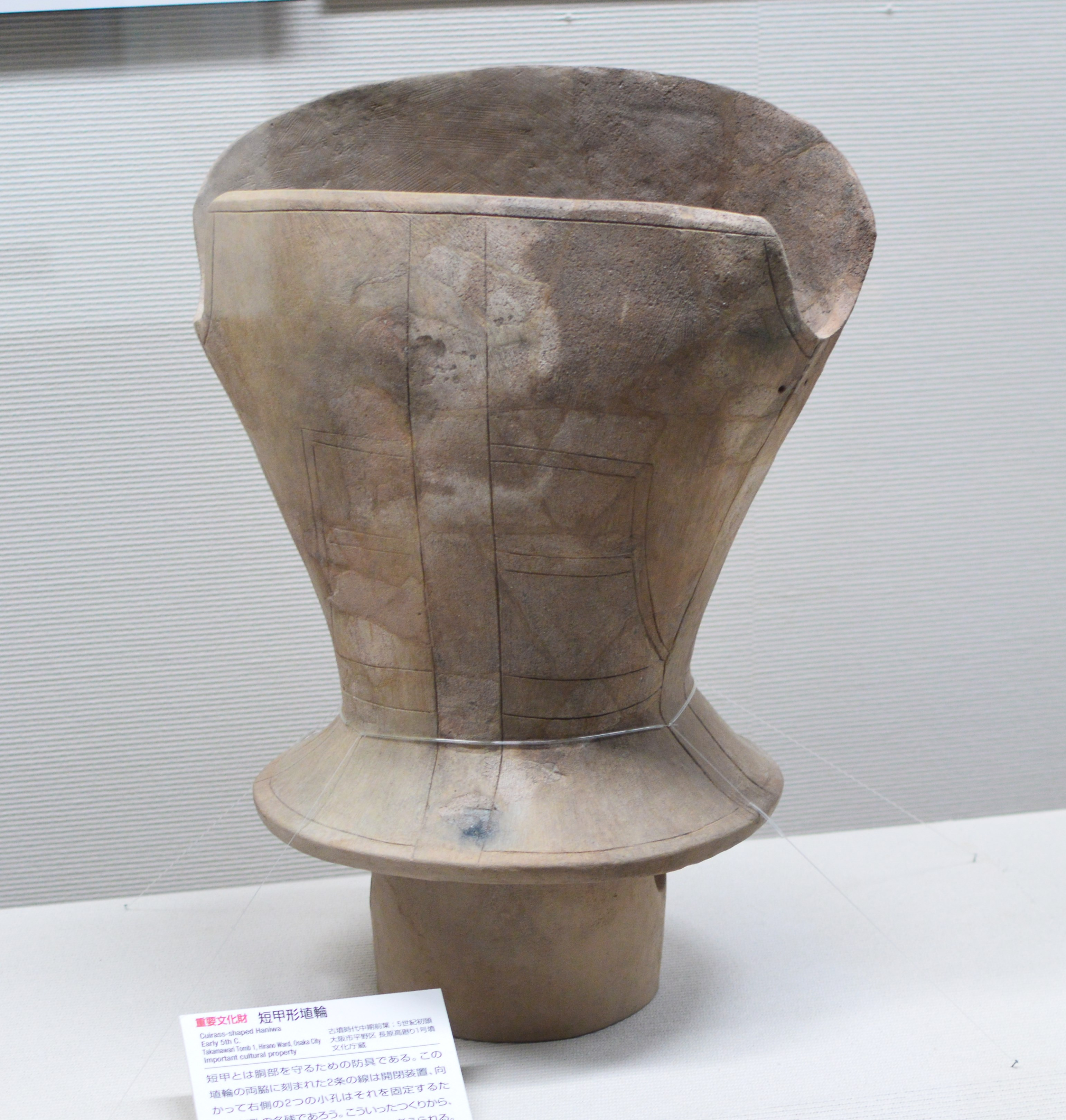
長原高廻り1号墳出土 短甲形埴輪（重要文化財）
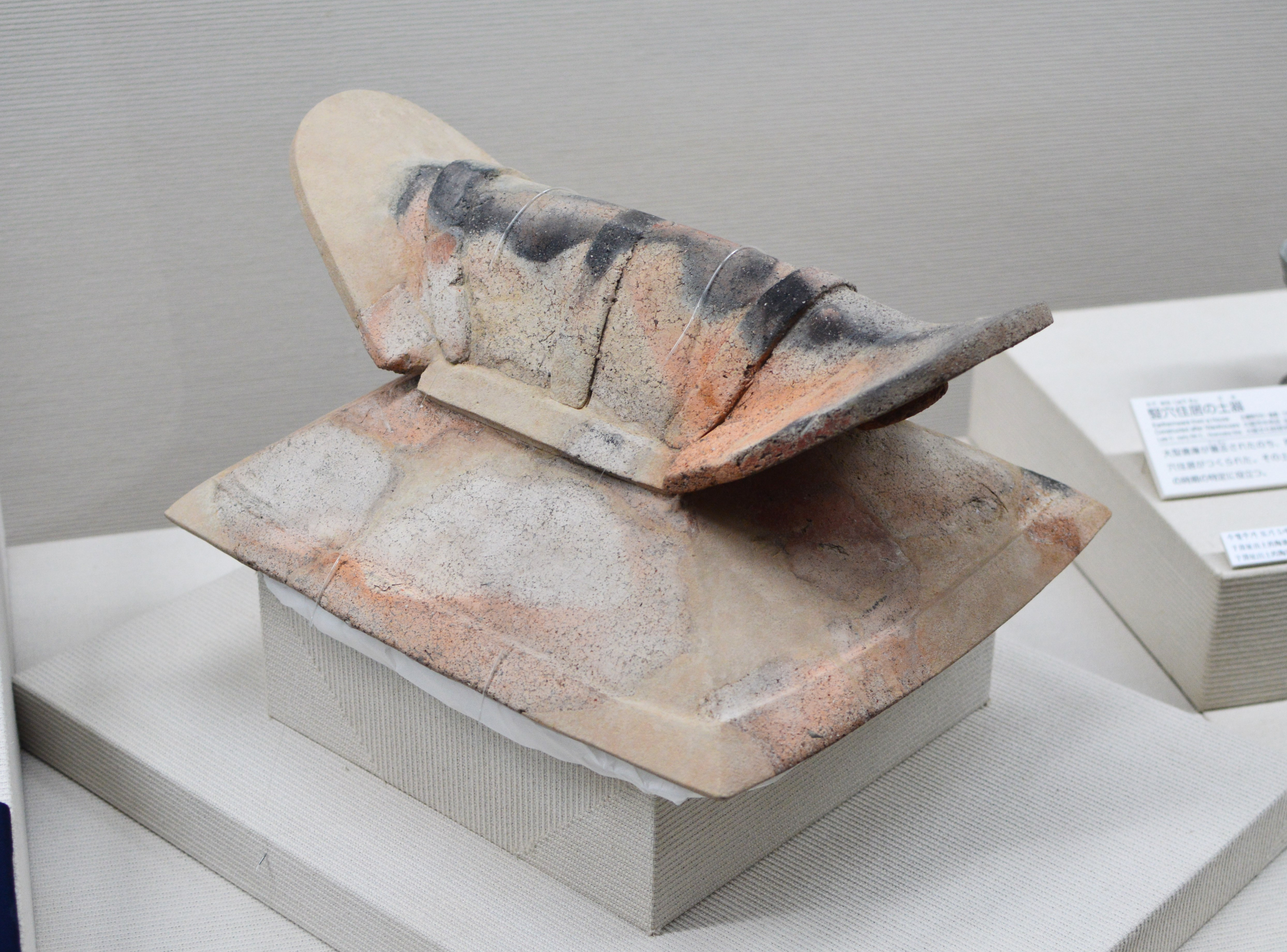
長原高廻り2号墳出土 家形埴輪（重要文化財）
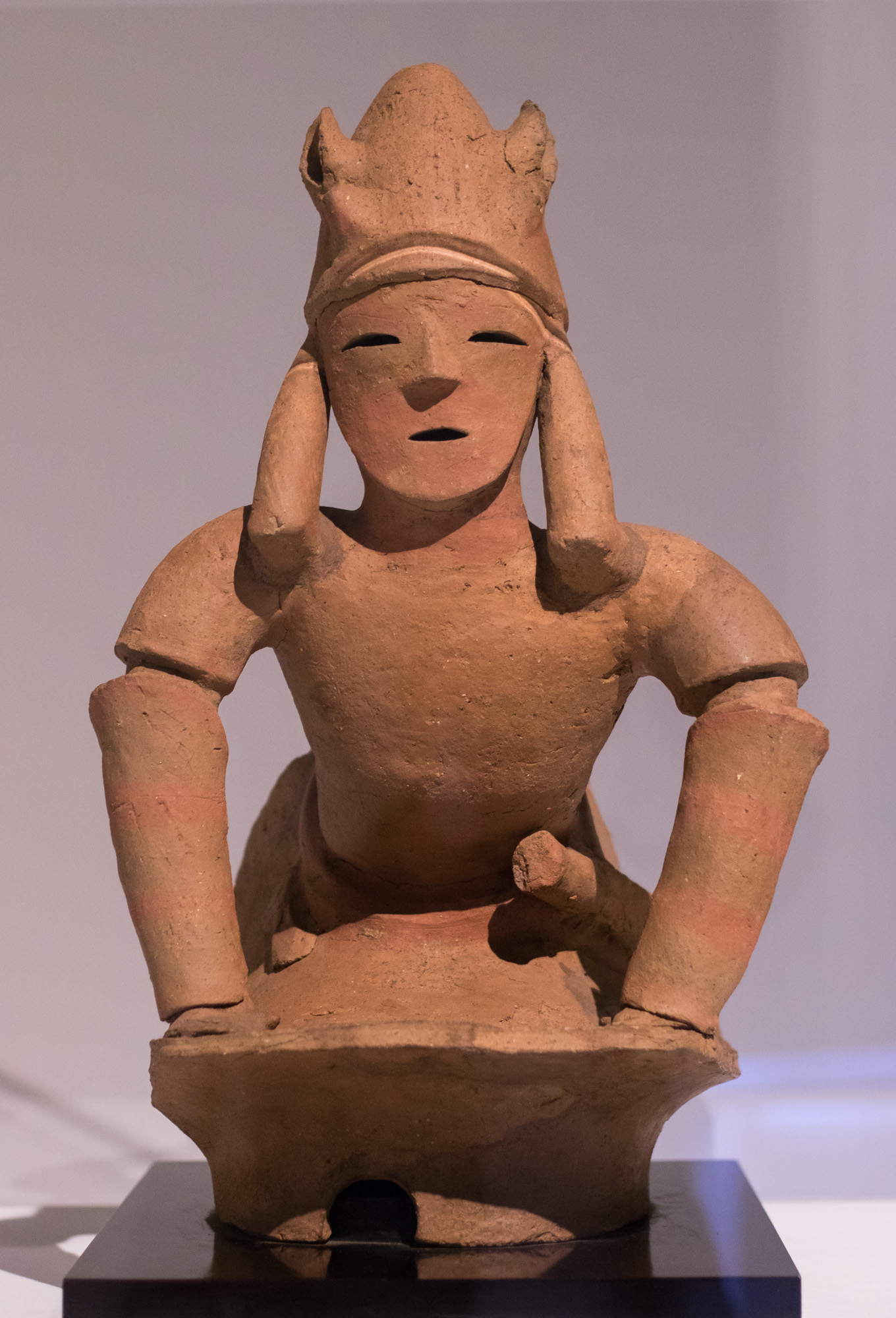
茨城県桜川市出土 埴輪「ひざまづく男子」（重要文化財）
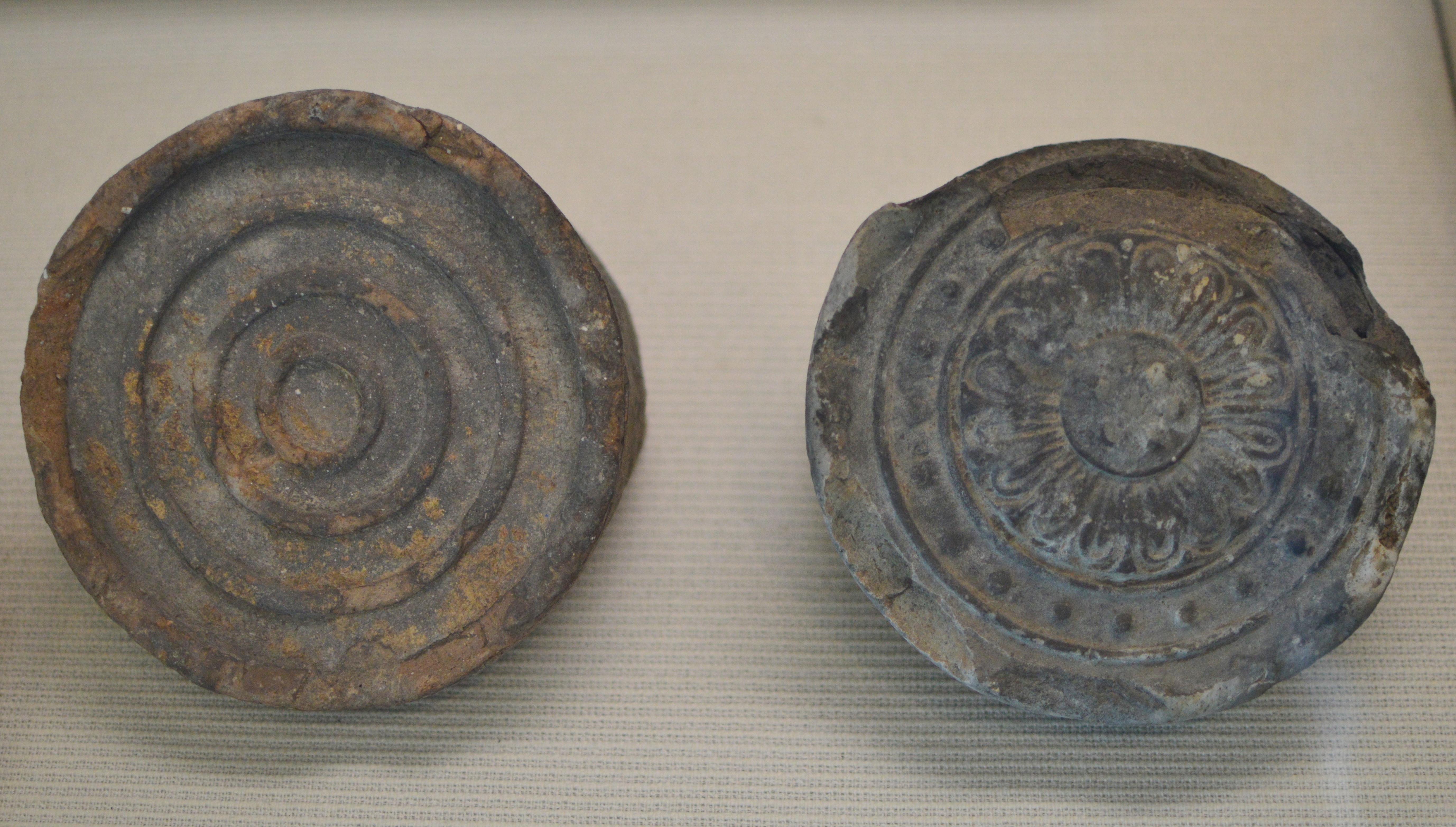
難波宮跡出土 重圏文軒丸瓦・蓮華文軒丸瓦（大阪市指定文化財）
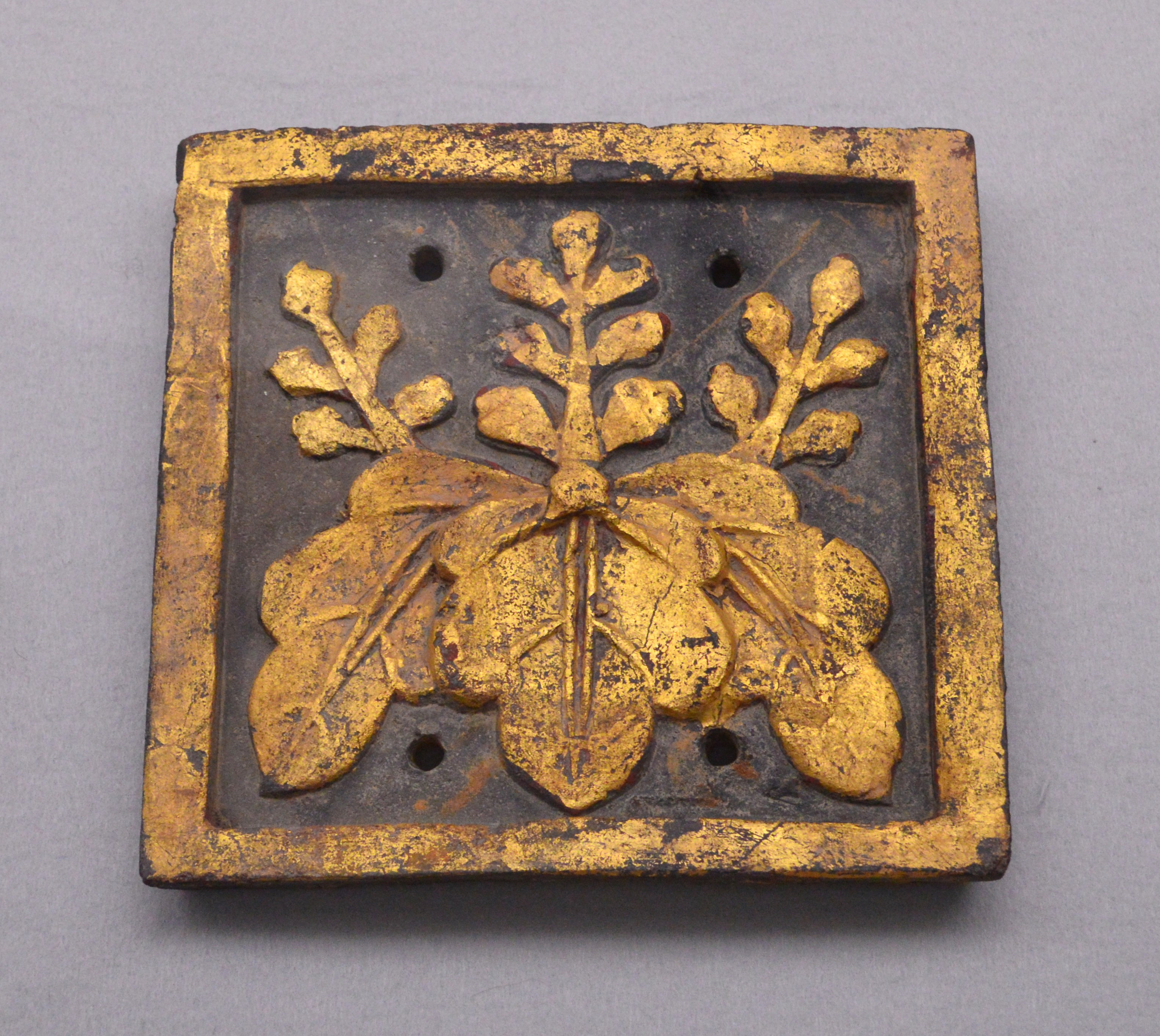
大阪市中央区出土 豊臣期金箔押桐文方形飾瓦（大阪市指定文化財）
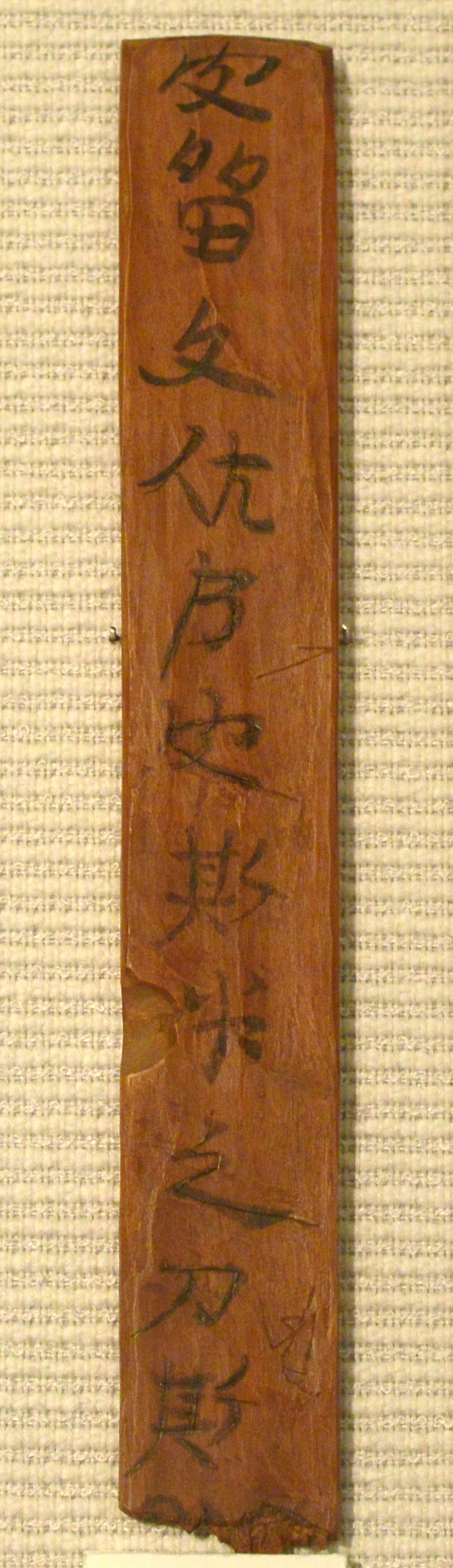
難波宮跡出土 万葉仮名文木簡（複製） 原品は大阪市指定文化財。

## ギャラリー 内部展示物

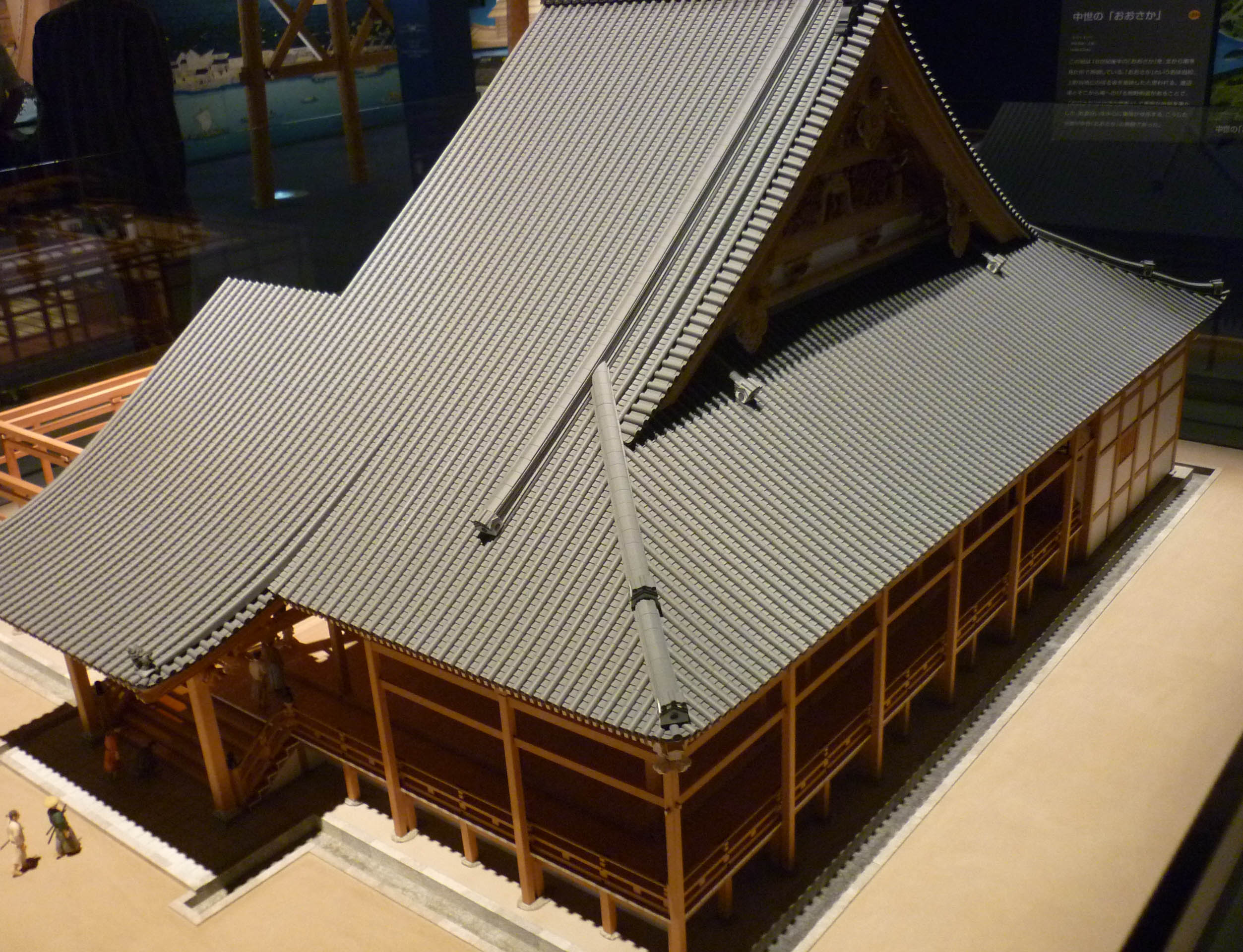
大坂本願寺復元模型
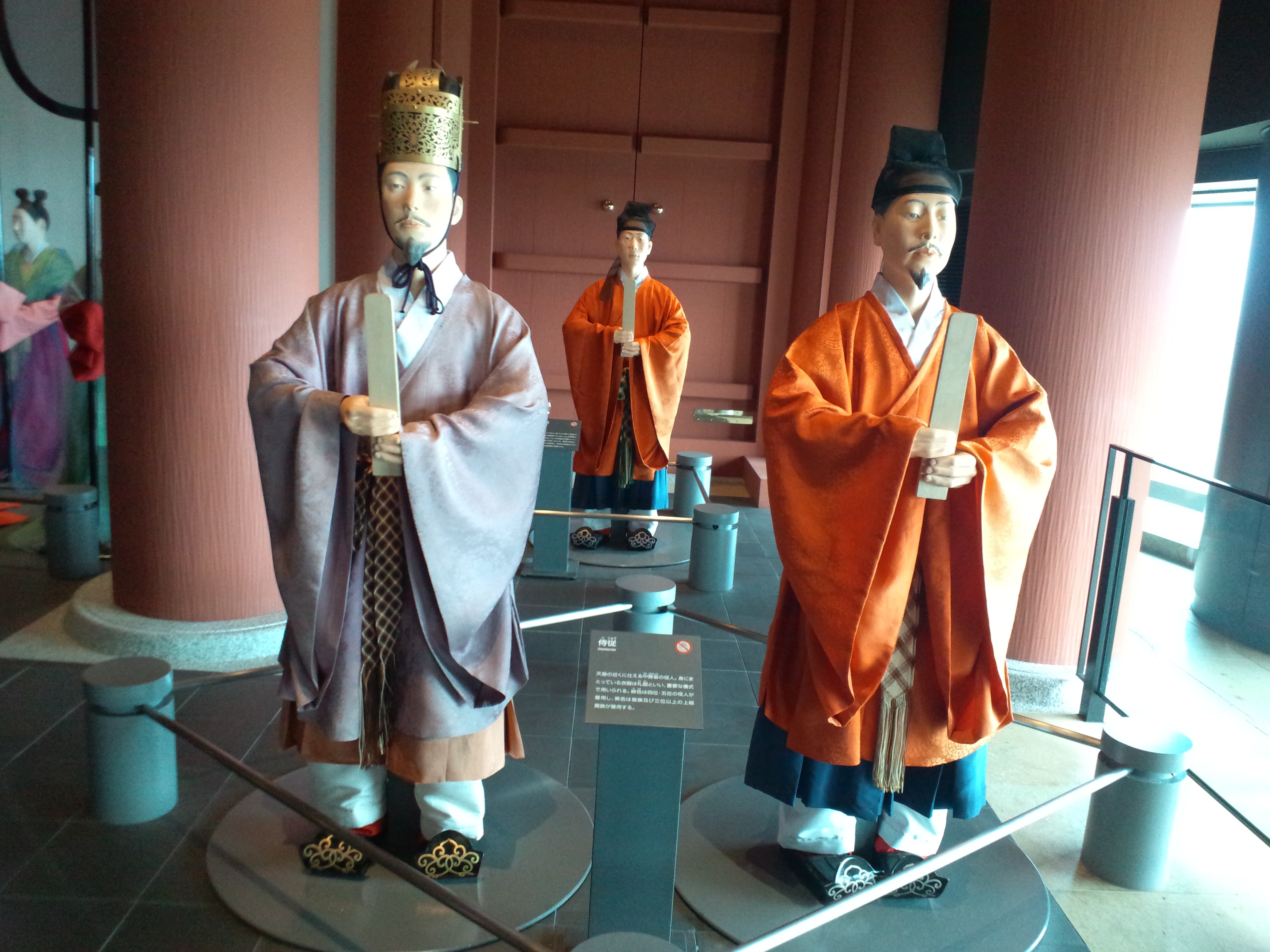
難波宮の官人
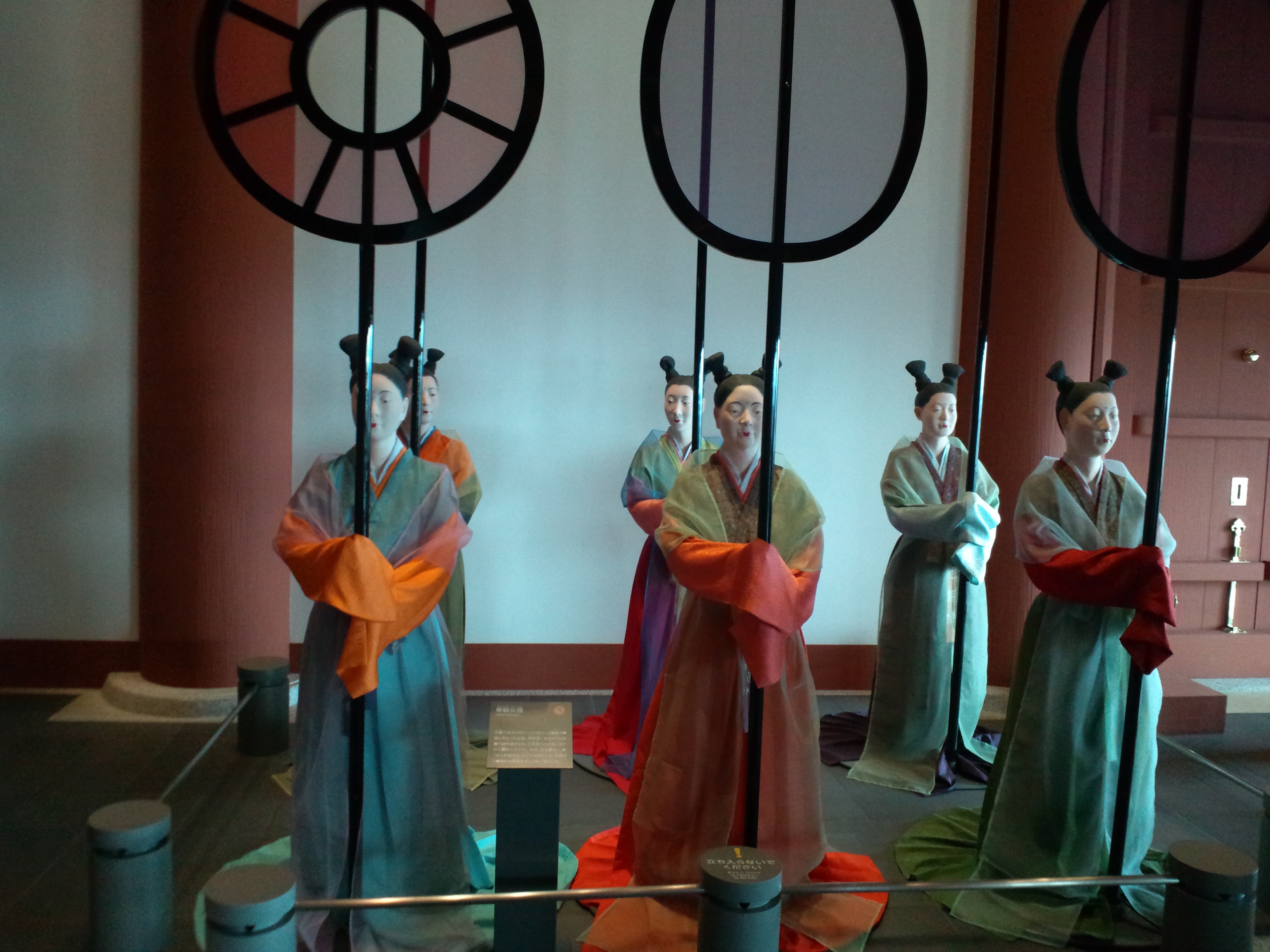
難波宮の女嬬
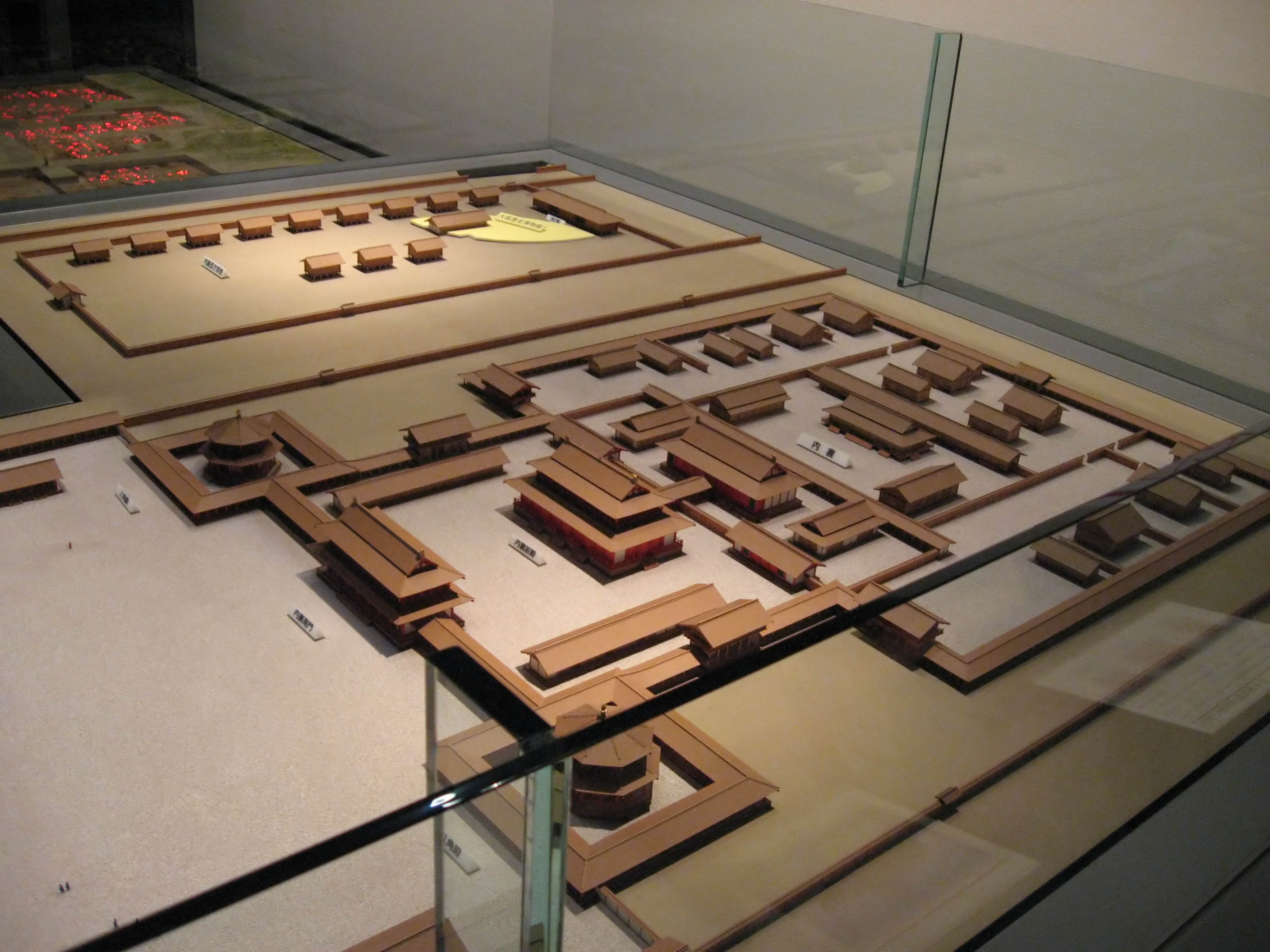
前期難波宮模型
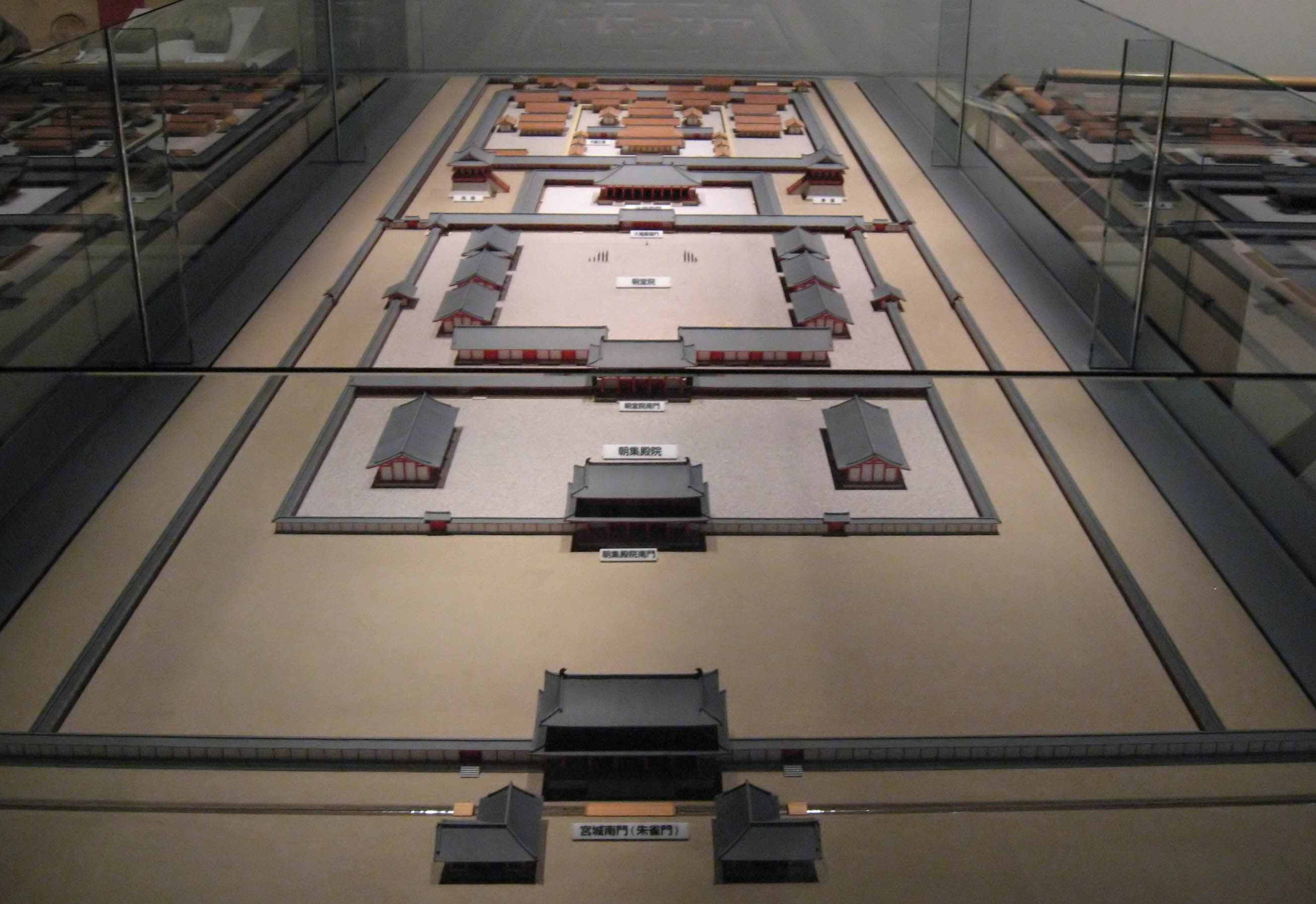
後期難波宮模型
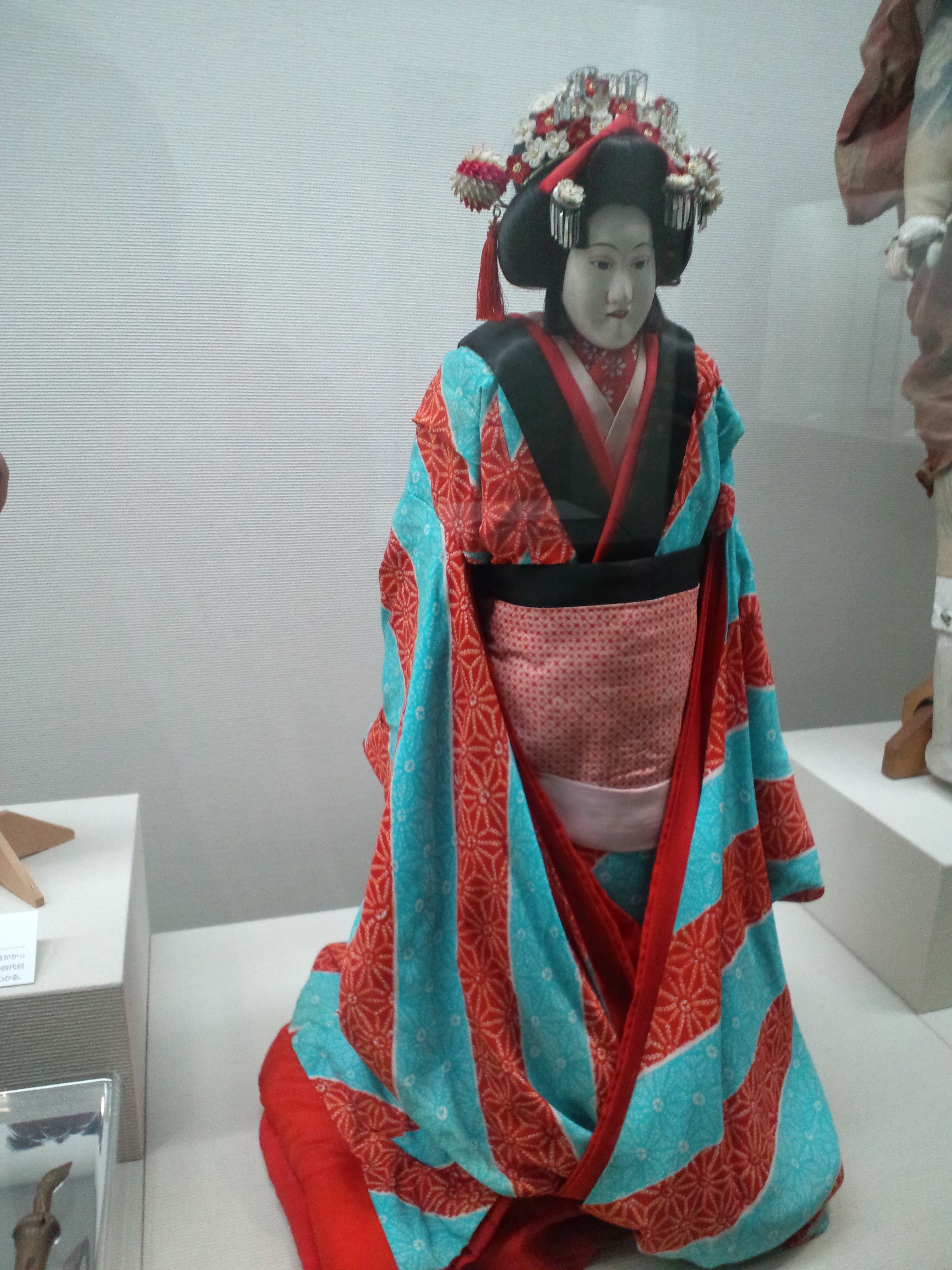
浄瑠璃人形
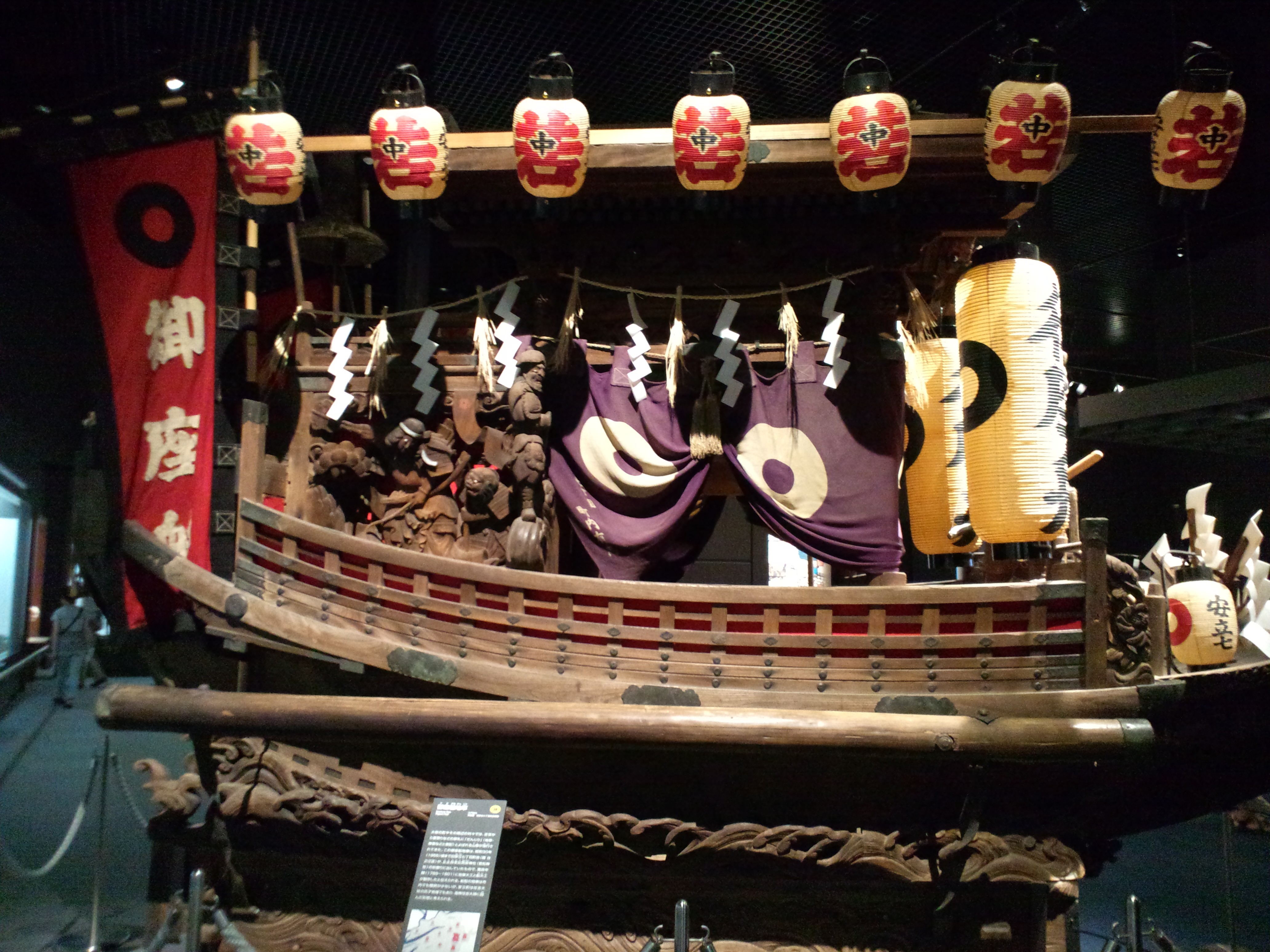
御座船地車
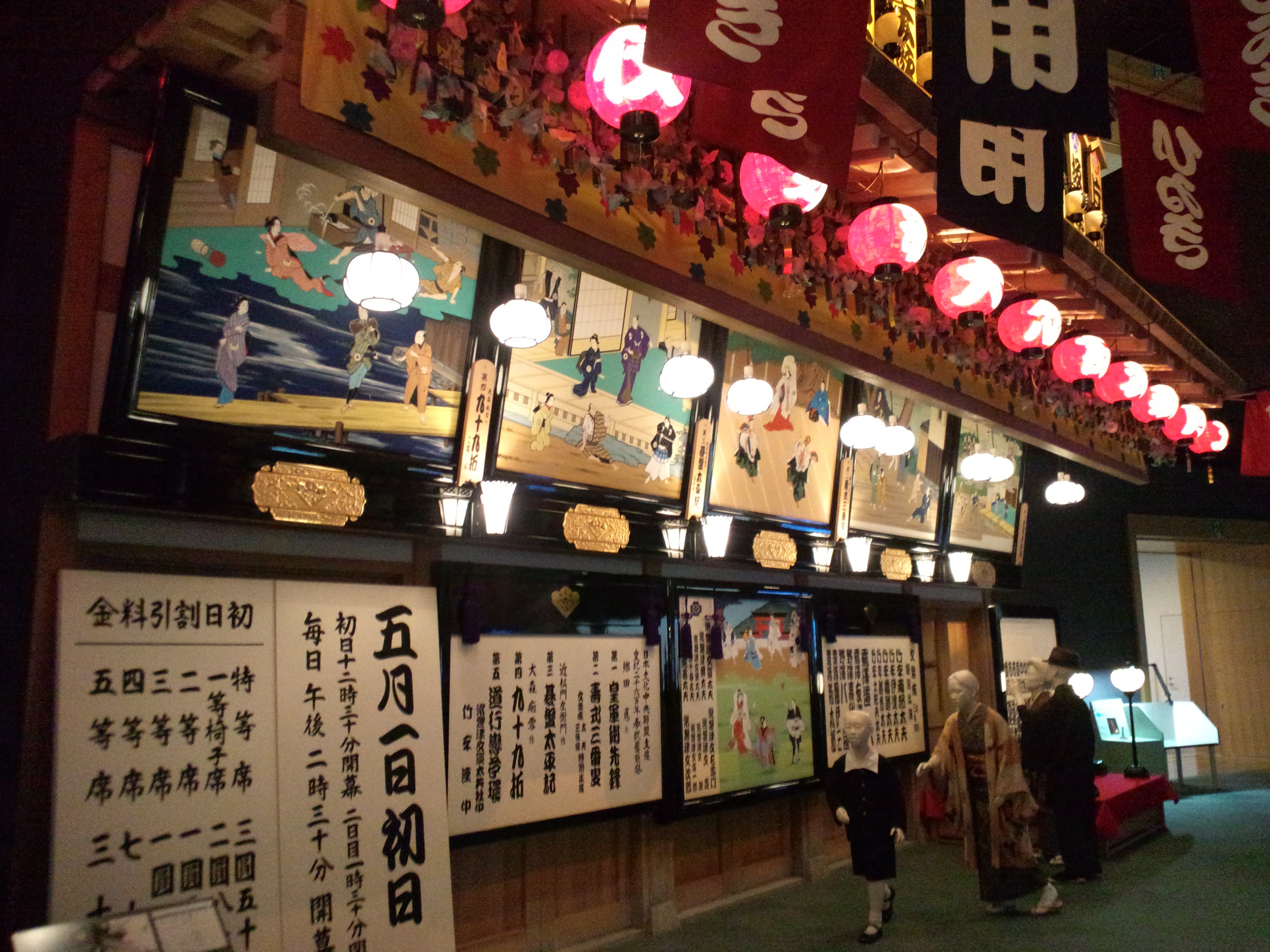
大大阪時代の風景
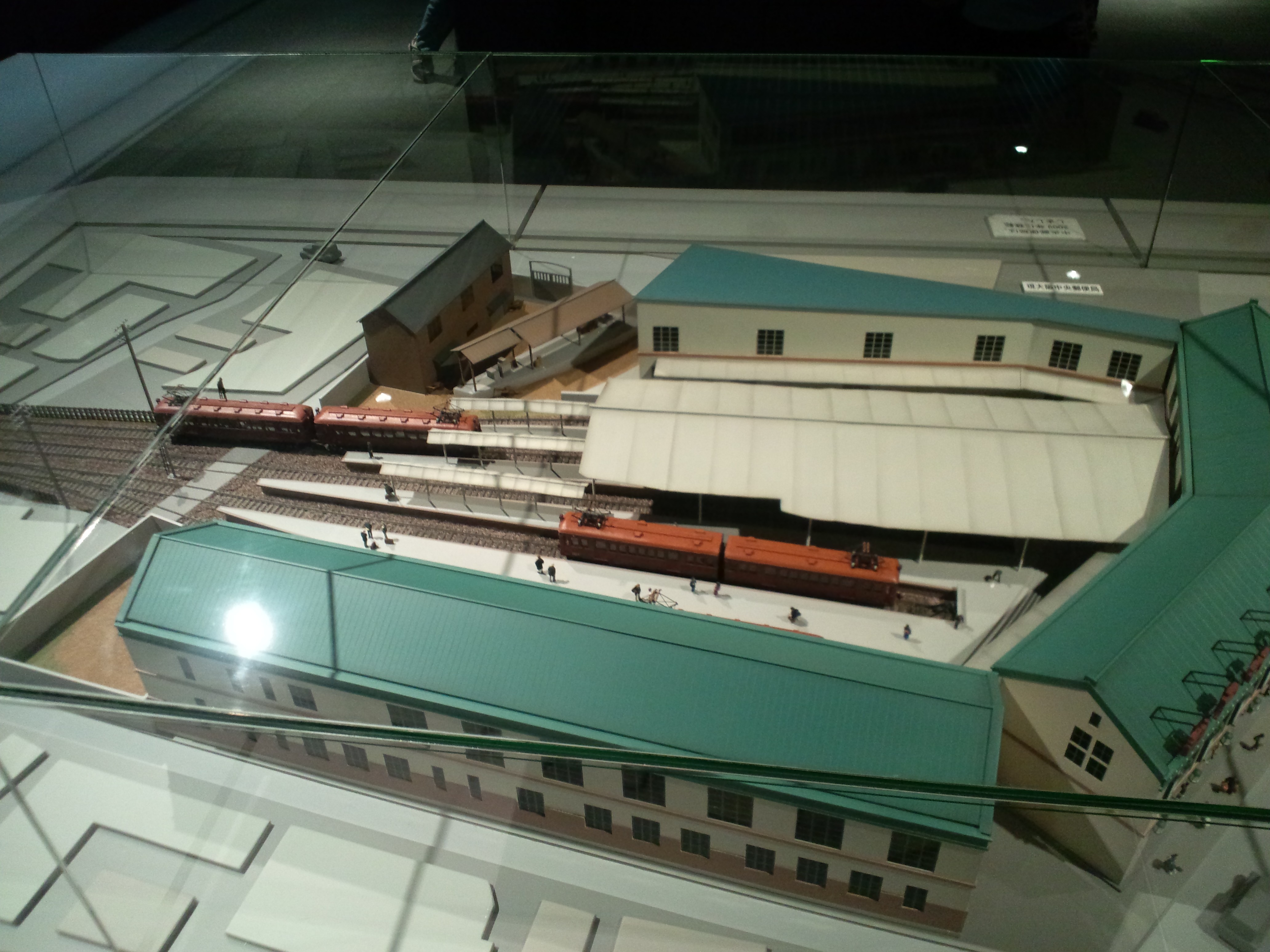
旧梅田駅模型
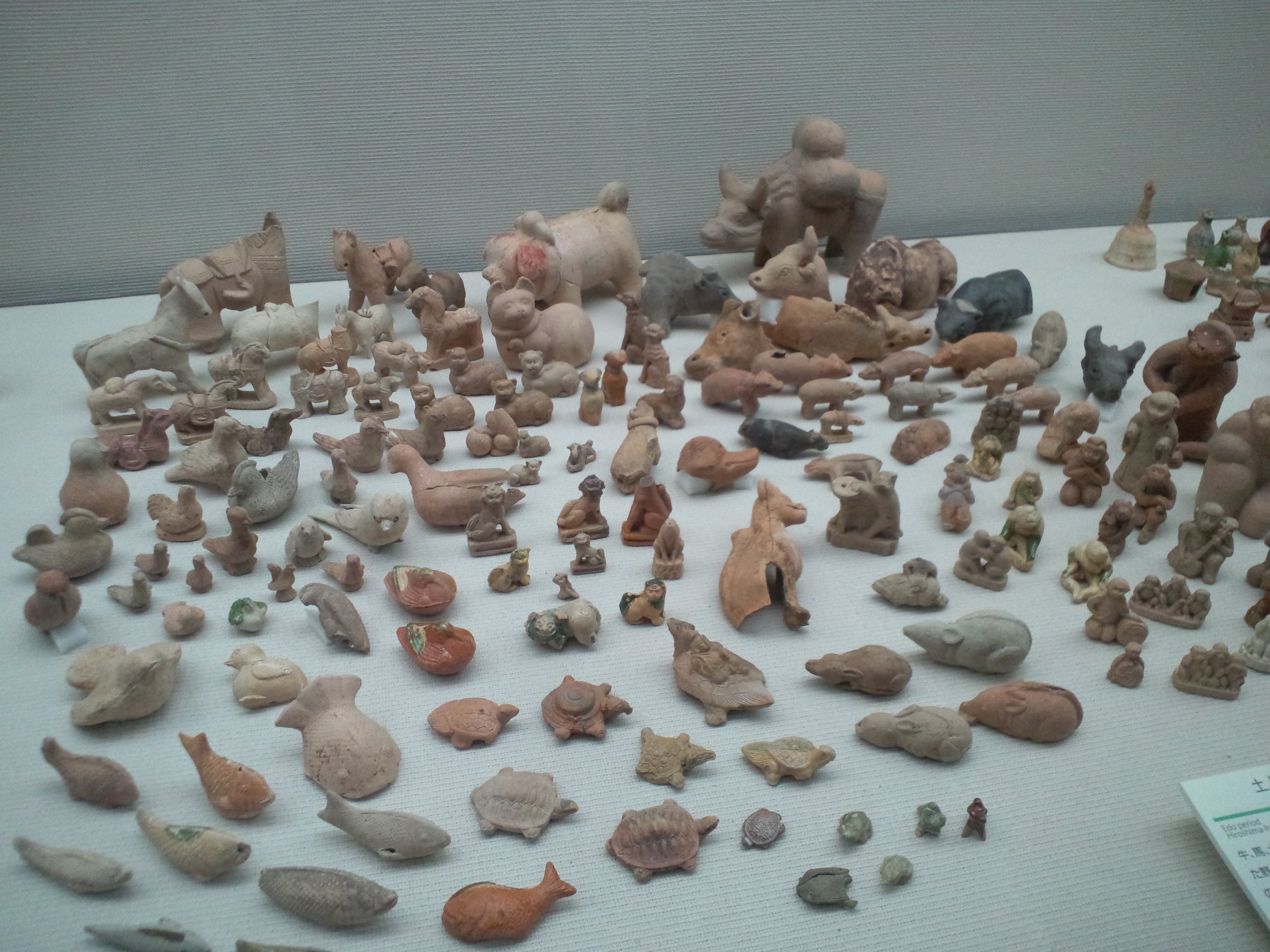
土人形
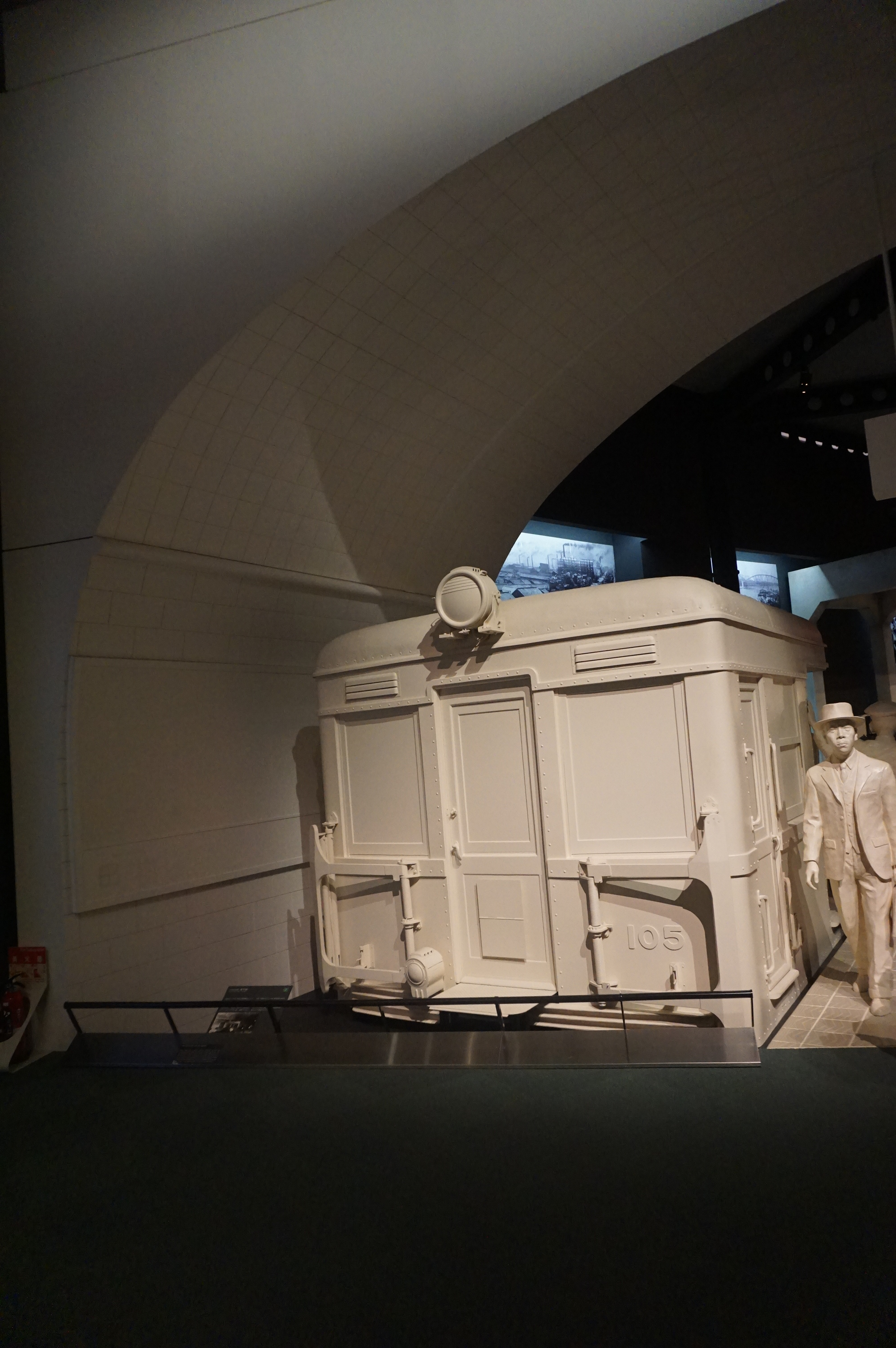
大阪市営地下鉄105号車

## 交通
- 谷町四丁目駅 徒歩すぐ
- 大阪シティバス 馬場町停留所下車
  - 大阪上本町駅（上本町6丁目バス停）から62号系統で約10分